# Demokratyczna Organizacja Ludu Oromskiego
Demokratyczna Organizacja Ludu Oromskiego (amh.: የኦሮሞ ሕዝብ ዴሞክራሲያዊ ድርጅት) – etiopska lewicowa organizacja polityczna o podłożu etnicznym. Jest częścią Etiopskiego Ludowo-Rewolucyjnego Frontu Demokratycznego.

## Historia
Demokratyczna Organizacja Ludu Oromskiego została utworzona w marcu 1982 roku jako reprezentacja polityczna ludu Oromów. Z tej formacji wywodzą się dwaj prezydenci Etiopii: Negasso Gidada (1995–2001) oraz Mulatu Teshome (2013–2018).
6 marca 2014 zmarł Alemayehu Atomsa, lider organizacji i były prezydent regionu administracyjnego Oromii.